# Čelno-Veršiny
Čelno-Veršiny (in russo Челно-Вершины?) è un villaggio dell'oblast' di Samara in Russia; è il centro amministrativo del distretto Čelno-Veršinskij.
Si trova nella parte settentrionale della regione, a nord-nord-est di Samara.